# Notostraca
Los notostráceos (Notostraca) son un orden de crustáceos branquiópodos que incluye una sola familia actual, los triópsidos (Triopsidae), con dos géneros, Triops y Lepidurus, y 12 especies.

## Características
Los notostráceos tienen el cuerpo formado por tres tagmas: céfalon, tórax y pleon; los dos primeros y parte del pleon están cubiertos por un caparazón dorsal en forma de escudo. Poseen un ojo naupliano y dos ojos compuestos sésiles. El segundo par de antenas y las maxilas están reducidas o faltan por completo.
El tórax consta de 11 segmentos, cada uno con un par de apéndices (toracópodos) de tipo filopodial, es decir, aplanados, foliáceos y lobulados. El pleon consta de 13 a 33 segmentos, con 29 a 52 pares de apéndices (pleópodos), de estructura similar a los toracópodos. El telson posee un par de cercos anillados muy largos.

## Ciclo de vida
En las poblaciones de los notostráceos del hemisferio norte se da con frecuencia un fenómeno de partenogénesis, según el cual, de huevos no fertilizados nacen únicamente hembras, siendo los machos casi inexistentes. Mientras que, a medida que se avanza hacia los trópicos, los machos pueden llegar incluso a superar en número a las hembras.
El macho se adhiere al caparazón de la hembra y junta su 11.º par de patas con las de la hembra. Tanto los huevos fertilizados como los que no son almacenados en el compartimiento que se encuentra en el 11.º par de patas.